# El gusano conquistador

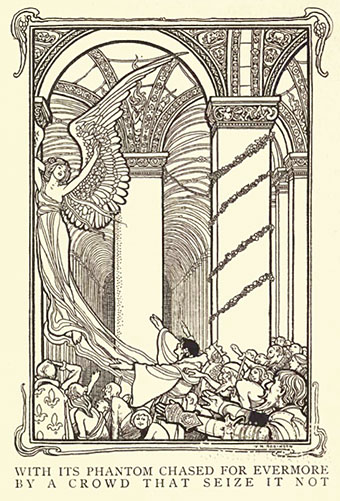
Edgar Allan Poe: The Conqueror Worm – Ilustración de Hugh Noel (aproximadamente en 1900)

El Gusano Conquistador es un poema de Edgar Allan Poe sobre la mortalidad humana y la inevitabilidad de la muerte. Fue publicado por primera vez en la revista Graham's Magazine en el año de 1843, pero fue rápidamente asociado al cuento Ligeia después de que Poe lo añadiera en una edición revisada de 1845. 

## Sinopsis
Una multitud de ángeles alados mira una obra  de "esperanzas y temores" interpretada por "actores creados a la imagen del Altísimo" controlados por vastos seres informes. Los mimos persiguen, girando por siempre en círculos, a un "fantasma" al que no pueden apresar. Finalmente aparece entre los mimos una "forma reptante", "un ser rojo" y se come a los mimos. Baja el telón como "un paño mortuorio" y los ángeles se levantan y dicen que la obra "es una tragedia llamada "El Hombre" y su héroe el Gusano Conquistador".

## Rima y métrica
El hecho de que la estructura métrica de los primeros cuatro versos de la primera estrofa sea exactamente inversa a la de los primeros cuatro versos de la segunda estrofa permite interpretar una analogía de significado entre ángeles y humanos, que se presentan en las respectivas secciones del poema. La estructura métrica idéntica de las estrofas tres y cuatro se explica por el hecho de que la acción de la estrofa cuatro constituye sólo el cumplimiento de las predicciones de la estrofa tres

### Rima
Con excepción de la última estrofa, cada una consta de ocho versos en cuatro rimas cruzadas puras de la forma ab ab cb cb. La última estrofa tiene dos rimas cruzadas y una media rima cruzada y una rima ocular. Esto da la forma: ab ab (c)d (c)d.

### Métrica
En general, el poema se basa en un metro yámbico con tres o cuatro pies por línea (excepción 2:16: dos pies). La estructura del pie es idéntica aquí solo en los versos tres y cuatro. La última estrofa es puramente antidáctila con tres pies a lo largo (excepción 5:33: troqueo).

## Historia de la publicación
El Gusano Conquistador fue publicado por primera vez como un poema independiente en la edición de enero de 1843 de la revista Graham's Magazine. Poco después, se incluyó, entre otros poemas de Poe, en la edición del 25 de febrero del Saturday Museum en un artículo llamado Los poetas y la poesía de Filadelfia: Edgar Allan Poe. Más tarde se incluyó en la colección de poesía El cuervo y otros poemas en 1845. Ese mismo año, se incorporó a Ligeia por primera vez, cuando la historia se reimprimió en la edición del 15 de febrero de 1845 del New York World. Ligeia se volvió a publicar con El Gusano Conquistador en la edición del 27 de septiembre de 1845 de la revista The Broadway Journal mientras Poe era su editor. El hecho de añadir poemas a sus cuentos no era inusual en Poe, que ya lo había hecho introduciendo poemas como El Coliseo o To One Paradise en algunos de sus cuentos.

## Interpretación
El poema utiliza la popular alegoría que esboza la vida como una obra de teatro y fue significativamente influenciada por William Shakespeare.
Tanto la madre como el padre de Poe eran actores y por ello el poema usa metáforas teatrales para hacer frente a la vida y la muerte humana.
El poema parece dar a entender que toda la vida humana no es sino una locura incomprensible que inevitablemente termina en una muerte horrible, que el universo está dominado por oscuras fuerzas que el hombre no es capaz de comprender y que cualquier fuerza sobrenatural capaz de ayudar, lo cual se podría entender como Dios, es un espectador impotente que solo puede afirmar la tragedia de la obra.
Al usar a un gusano como símbolo de la muerte, Poe se refería a una antigua conexión entre ambos, aunque probablemente se inspirara en el poema The Proud Ladye, de Spencer Cono Wallis. El poema contenía las líneas Llevemosle a conocer al gusano conquistador/Con su buena espada a su lado.

El gusano Nereis fue descubierto por Carl von Linné en 1758

## El gusano
El origen de la conexión entre los gusanos y la muerte es muy anterior a Poe, aunque se pueden citar varias obras de teatro como inspiración para el motivo del gusano. Ciertamente, el gigantesco gusano rojo sangre con garras mortales es un producto de la imaginación de Poe. Sin embargo, tiene su equiparación en la realidad a través del gusano Nereis.

### Papel enLigeia
El poema es un importante elemento simbólico en el cuento Ligeia, ya que el narrador, marido de Ligeia, narra el poema cuando ésta se está muriendo.
Debido a que enfatiza la finalidad de la muerte, lleva a cuestionar la resurrección de Ligeia en el cuento. Además, la inclusión del amargo amargo puede haber tenido una intención irónica o ser una parodia de las convenciones de la época, tanto en la literatura como en la vida. A mediados del siglo XIX era común enfatizar el carácter sagrado de la muerte y la belleza de morir, que puede observarse, por ejemplo, en el personaje de Little Johnny de Charles Dickens en Our Mutual Friend y la muerte de Helen Burns en Jane Eyre de Charlotte Brontë. Ligeia habla, en lugar de ello, del miedo personificado en la "cosa roja como la sangre".
Otra interpretación ha sido la de plantear una conexión simbólica entre los personajes del cuento y del poema. Ligeia tomaría el papel del "El Hombre", Rowena y el resto de seres humanos serían los mimos que son consumidos por el Gusano y el propio narrador sería el Gusano Conquistador. En el poema, "El Hombre" mencionado en el final del poema es un personaje de voluntad fuerte y que tiene la capacidad de vivir para siempre, al igual que Ligeia. Mientras que los ángeles del principio aparecen llorando, están observando como Ligeia habita en la Tierra y se niega a aceptar su propia muerte. En la tercera estrofa del poema dice With its Phantom chased for evermore By a crowd that seize it not (Con su Fantasma seguido por siempre jamás,Por una multitud que no lo apresa); Ligeia permanece aún en la Tierra buscando reencarnarse. Rowena es representada como un personaje débil. En la cuarta estrofa del poema dice a crawling shape intrude: A blood-red thing that writhes from out (inmiscuirse una forma repugnante!¡Un ser rojo sangre que sale retorciéndose) es una referencia simbólica a cuando Rowena bebe vino y algunas gotas caen. Se podría argumentar que al envenenar el narrador a Rowena con la esperanza de conseguir la reencarnación de Ligeia, en el poema esto es representado cuando el Gusano Conquistador (narrador) asesina a los mimos (Rowena) con la esperanza de salvar a quien nunca muere (Ligeia).